# Irakli Giorgadze
Pas d'image ? Cliquez ici

a Compétitions nationales et continentales officielles uniquement.

b Matchs officiels uniquement.
Dernière mise à jour le 12 janvier 2018.
Irakli Giorgadze (en géorgien : ირაკლი გიორგაძე) , né le 17 décembre 1982 à Koutaïssi, est un joueur de rugby à XV géorgien. Il joue en équipe de Géorgie de 2001 et 2011, et évolue au poste de centre ou d'ailier.

## Biographie
Irakli Giorgadze joue en catégorie espoir avec le club français du RC Toulon.
En 2007, Giorgadze s'engage pour deux saisons avec l'US Dax, tout juste promue en Top 14.

## Carrière
Il honore sa première cape internationale en équipe de Géorgie en 2001.

## Palmarès
- Vainqueur du championnat européen des nations en 2006-2008 et 2008-2010

## Statistiques en équipe nationale
- 41 sélections
- 16 points (2 essais, 2 drops)
- sélections par année : 2 en 2001, 8 en 2003, 1 en 2004, 3 en 2005, 9 en 2006, 7 en 2007, 1 en 2008, 4 en 2009, 4 en 2010, 2 en 2011
- En coupe du monde : 
  - 2003 : 3 sélections (Angleterre, Samoa, Uruguay)
  - 2007 : 3 sélections (Argentine, Namibie, France)